# Luís Gervasoni
Luís Gervasoni, també escrit Luiz Gervazoni, més conegut pel sobrenom Itália, (22 de maig de 1907 - 1963) fou un futbolista brasiler.

## Selecció del Brasil
Va formar part de l'equip brasiler a la Copa del Món de 1930.

## Palmarès
- Campionat carioca (3): 
  - Vasco da Gama: 1929, 1934, 1936
- Copa Río Branco (1): 
  - Brasil: 1932